# Skoki narciarskie na Zimowej Uniwersjadzie 2007
Skoki narciarskie na Zimowej Uniwersjadzie 2007 – zawody w skokach narciarskich, które rozegrano w dniach 18–22 stycznia 2007 na skoczni Trampolino a Monte w Pragelato, w ramach Zimowej Uniwersjady 2007 w Turynie.
Była to 23. z kolei zimowa uniwersjada, na której zostały rozegrane konkursy skoków narciarskich.

## Medaliści

### Kobiety
| Data             | Konkurencja                            | Złoto            | Srebro         | Brąz       |
| ---------------- | -------------------------------------- | ---------------- | -------------- | ---------- |
| 18 stycznia 2007 | Konkurs indywidualny na skoczni HS-106 | Daniela Iraschko | Misaki Shigeno | Erina Kabe |

### Mężczyźni
| Data             | Konkurencja                            | Złoto                                                   | Srebro                                                      | Brąz                                                 |
| ---------------- | -------------------------------------- | ------------------------------------------------------- | ----------------------------------------------------------- | ---------------------------------------------------- |
| 19 stycznia 2007 | Konkurs indywidualny na skoczni HS-106 | Dmitrij Ipatow                                          | Choi Yong-jik                                               | Dienis Korniłow                                      |
| 19 stycznia 2007 | Konkurs drużynowy na skoczni HS-106    | Austria Bastian Kaltenböck Florian Liegl Manuel Fettner | Korea Południowa Kang Chil-ku Choi Heung-chul Choi Yong-jik | Japonia Shūji Endō Shūsaku Hosoyama Yoshihiko Osanai |
| 22 stycznia 2007 | Konkurs indywidualny na skoczni HS-140 | Dienis Korniłow                                         | Yoshihiko Osanai                                            | Dmitrij Ipatow                                       |

## Wyniki

### Kobiety

#### Konkurs indywidualny na skoczni HS-106 (18.01.2007)
| Lok. | Zawodniczka      | Skok   | Nota  |
| ---- | ---------------- | ------ | ----- |
| 1.   | Daniela Iraschko | 92,0 m | 105,5 |
| 2.   | Misaki Shigeno   | 71,0 m | 59,0  |
| 3.   | Erina Kabe       | 68,5 m | 53,5  |
| 4.   | Maja Vtič        | 67,0 m | 47,5  |
| 5.   | Monika Pogladič  | 65,5 m | 44,5  |

### Mężczyźni

#### Konkurs indywidualny na skoczni HS-106 (19.01.2007)
| Lok. | Zawodnik             | Skok 1  | Skok 2  | Nota  |
| ---- | -------------------- | ------- | ------- | ----- |
| 1.   | Dmitrij Ipatow       | 108,0 m | 103,5 m | 265,5 |
| 2.   | Choi Yong-jik        | 103,0 m | 101,0 m | 260,0 |
| 3.   | Dienis Korniłow      | 98,5 m  | 104,0 m | 252,5 |
| 4.   | Manuel Fettner       | 103,5 m | 106,5 m | 250,0 |
| 5.   | Florian Liegl        | 105,0 m | 103,5 m | 246,0 |
| 6.   | Yoshihiko Osanai     | 102,0 m | 96,0 m  | 245,5 |
| 7.   | Choi Heung-chul      | 96,0 m  | 102,5 m | 241,5 |
| 8.   | Jure Bogataj         | 98,5 m  | 96,5 m  | 238,5 |
| 9.   | Bastian Kaltenböck   | 99,0 m  | 95,5 m  | 237,0 |
| 10.  | Stefan Kaiser        | 96,0 m  | 98,0 m  | 235,5 |
| 11.  | Piotr Czaadajew      | 97,5 m  | 97,0 m  | 234,5 |
| 11.  | Shūsaku Hosoyama     | 95,5 m  | 98,5 m  | 234,5 |
| 13.  | Shūji Endō           | 98,5 m  | 94,5 m  | 233,0 |
| 14.  | Emil Mulukow         | 96,0 m  | 95,5 m  | 228,0 |
| 15.  | Krystian Długopolski | 93,5 m  | 96,5 m  | 227,0 |
| 16.  | Branko Iskra         | 95,0 m  | 93,0 m  | 224,5 |
| 17.  | Maksim Anisimau      | 97,0 m  | 102,5 m | 224,0 |
| 18.  | Nejc Frank           | 93,0 m  | 94,5 m  | 220,0 |
| 19.  | Krzysztof Styrczula  | 94,0 m  | 92,5 m  | 217,0 |
| 20.  | Damien Maitre        | 92,0 m  | 94,0 m  | 216,0 |
| 20.  | Kang Chil-ku         | 93,0 m  | 92,5 m  | 216,0 |
| 22.  | Aleksiej Korolow     | 96,0 m  | 91,0 m  | 215,5 |
| 23.  | Wołodymyr Boszczuk   | 89,5 m  | 96,5 m  | 214,5 |
| 23.  | Tomisław Tajner      | 94,5 m  | 90,5 m  | 214,5 |
| 25.  | Asan Tachtachunow    | 95,0 m  | 88,5 m  | 210,0 |
| 26.  | Luka Bardorfer       | 93,5 m  | 90,0 m  | 209,0 |
| 27.  | Kim Hyun-ki          | 90,5 m  | 91,0 m  | 208,0 |
| 28.  | Pekka Salminen       | 90,0 m  | 93,0 m  | 207,5 |
| 28.  | Tomáš Kyncl          | 91,5 m  | 91,0 m  | 207,5 |
| 30.  | Antti Lehtinen       | 92,0 m  | 89,5 m  | 206,0 |
| 31.  | Iwan Karaułow        | 96,0 m  | 87,5 m  | 205,5 |
| 32.  | Witalij Szumbareć    | 91,5 m  | 90,5 m  | 204,5 |
| 33.  | Jewgienij Plechow    | 90,0 m  | 90,0 m  | 201,0 |
| 34.  | Matija Druml         | 91,0 m  | 87,5 m  | 199,5 |
| 35.  | Nicolas Fettner      | 88,0 m  | 89,5 m  | 198,5 |
| 36.  | Li Yang              | 89,0 m  | 88,5 m  | 195,5 |
| 37.  | Ołeksandr Łazarowycz | 89,5 m  | 86,5 m  | 188,0 |
| 38.  | Sašo Tadič           | 93,0 m  | 89,0 m  | 185,0 |
| 38.  | Tian Zhandong        | 87,5 m  | 85,5 m  | 185,0 |
| 38.  | Yuta Funato          | 87,5 m  | 85,5 m  | 185,0 |
| 41.  | Iwan Sobolew         | 85,5 m  | 86,0 m  | 182,0 |
| 42.  | Mickael Chapuis      | 91,5 m  | 80,0 m  | 181,5 |
| 43.  | Xing Chenhui         | 88,5 m  | 86,0 m  | 180,5 |
| 44.  | Hyun Hyung-Ku        | 85,5 m  | 86,0 m  | 179,0 |
| 45.  | Robiert Fatkullin    | 85,5 m  | 86,0 m  | 175,0 |
| 46.  | Grzegorz Sobczyk     | 90,0 m  | 86,0 m  | 173,5 |
| 47.  | Wang Jianxun         | 86,5 m  | 81,5 m  | 172,0 |
| 48.  | Witalij Prokopiuk    | 87,0 m  | 79,0 m  | 169,5 |
| 49.  | Florian Pinel        | 83,5 m  | 80,5 m  | 167,5 |
| 50.  | Yang Guang           | 81,5 m  | 83,0 m  | 159,5 |
| 50.  | Billy Chedal         | 77,0 m  | 84,0 m  | 159,5 |
| 52.  | Nazarij Prokopiuk    | 83,5 m  | 79,5 m  | 156,0 |
| 53.  | Stefano Chiapolino   | 81,0 m  | 80,0 m  | 155,5 |
| 54.  | Andrei Balazs        | 77,5 m  | 82,0 m  | 152,5 |
| 55.  | Antti Joutjarvi      | 79,0 m  | 75,0 m  | 143,0 |
| 56.  | Sun Jianping         | 78,0 m  | 74,0 m  | 134,0 |
| —    | Stanislav Jirásek    | DNS     | DNS     | DNS   |
| —    | Raimo Kariniemi      | DNS     | DNS     | DNS   |
| —    | Jiří Kutal           | DNS     | DNS     | DNS   |
| —    | Tomáš Slavík         | DNS     | DNS     | DNS   |

#### Konkurs drużynowy na skoczni HS-106 (19.01.2007)
| Lok. | Reprezentacja    | Zawodnicy            | Skok 1  | Skok 2  | Nota  | Nota zespołu |
| ---- | ---------------- | -------------------- | ------- | ------- | ----- | ------------ |
| 1.   | Austria          | Bastian Kaltenböck   | 98,0 m  | 95,5 m  | 235,5 | 717,0        |
| 1.   | Austria          | Florian Liegl        | 90,5 m  | 97,5 m  | 223,5 | 717,0        |
| 1.   | Austria          | Manuel Fettner       | 104,0 m | 104,0 m | 258,0 | 717,0        |
| 2.   | Korea Południowa | Kang Chil-ku         | 95,0 m  | 89,5 m  | 213,0 | 684,0        |
| 2.   | Korea Południowa | Choi Heung-chul      | 90,5 m  | 101,0 m | 228,5 | 684,0        |
| 2.   | Korea Południowa | Choi Yong-jik        | 98,0 m  | 101,0 m | 242,5 | 684,0        |
| 3.   | Japonia          | Shūji Endō           | 83,5 m  | 89,5 m  | 187,5 | 634,0        |
| 3.   | Japonia          | Shūsaku Hosoyama     | 88,5 m  | 96,5 m  | 216,0 | 634,0        |
| 3.   | Japonia          | Yoshihiko Osanai     | 92,5 m  | 99,0 m  | 230,5 | 634,0        |
| 4.   | Polska           | Krzysztof Styrczula  | 87,5 m  | 86,5 m  | 187,0 | 615,5        |
| 4.   | Polska           | Tomisław Tajner      | 87,0 m  | 89,5 m  | 193,0 | 615,5        |
| 4.   | Polska           | Krystian Długopolski | 95,5 m  | 98,5 m  | 235,5 | 615,5        |
| 5.   | Kazachstan       | Iwan Karaułow        | 89,0 m  | 86,5 m  | 191,0 | 612,5        |
| 5.   | Kazachstan       | Aleksiej Korolow     | 89,5 m  | 95,0 m  | 215,0 | 612,5        |
| 5.   | Kazachstan       | Asan Tachtachunow    | 90,0 m  | 94,0 m  | 206,5 | 612,5        |
| 6.   | Ukraina          | Ołeksandr Łazarowycz | 88,0 m  | 85,5 m  | 183,5 | 584,0        |
| 6.   | Ukraina          | Witalij Szumbareć    | 88,0 m  | 91,0 m  | 197,0 | 584,0        |
| 6.   | Ukraina          | Wołodymyr Boszczuk   | 88,5 m  | 92,5 m  | 203,5 | 584,0        |
| 7.   | Białoruś         | Iwan Sobolew         | 82,5 m  | 82,0 m  | 165,5 | 574,0        |
| 7.   | Białoruś         | Piotr Czaadajew      | 84,5 m  | 94,5 m  | 193,5 | 574,0        |
| 7.   | Białoruś         | Maksim Anisimau      | 90,5 m  | 94,5 m  | 215,0 | 574,0        |
| 8.   | Słowenia         | Branko Iskra         | 84,5 m  | 86,0 m  | 184,0 | 565,0        |
| 8.   | Słowenia         | Nejc Frank           | 81,0 m  | 82,5 m  | 166,5 | 565,0        |
| 8.   | Słowenia         | Jure Bogataj         | 94,0 m  | 91,5 m  | 214,5 | 565,0        |
| 9.   | Finlandia        | Antti Joutjarvi      | 75,0 m  | 77,5 m  | 142,5 | 546,5        |
| 9.   | Finlandia        | Antti Lehtinen       | 87,5 m  | 88,5 m  | 192,0 | 546,5        |
| 9.   | Finlandia        | Pekka Salminen       | 89,0 m  | 95,5 m  | 212,0 | 546,5        |
| 10.  | Rosja            | Emil Mulukow         | 85,0 m  | 90,0 m  | 191,5 | 541,0        |
| 10.  | Rosja            | Dienis Korniłow      | 92,0 m  | 100,5 m | 232,5 | 541,0        |
| 10.  | Rosja            | Dmitrij Ipatow       | 97,0 m  | DSQ     | 117,0 | 541,0        |
| 11.  | Chiny            | Wang Jianxun         | 79,0 m  | 86,0 m  | 166,0 | 517,0        |
| 11.  | Chiny            | Tian Zhandong        | 79,0 m  | 81,0 m  | 151,0 | 517,0        |
| 11.  | Chiny            | Li Yang              | 87,5 m  | 92,0 m  | 200,0 | 517,0        |
| 12.  | Francja          | Billy Chedal         | 81,5 m  | 81,0 m  | 160,5 | 343,5        |
| 12.  | Francja          | Mickael Chapuis      | DSQ     | DSQ     | DSQ   | 343,5        |
| 12.  | Francja          | Damien Maitre        | 84,0 m  | 88,0 m  | 183,0 | 343,5        |

#### Konkurs indywidualny na skoczni HS-140 (22.01.2007)
| Lok. | Zawodnik             | Skok 1  | Skok 2  | Nota  |
| ---- | -------------------- | ------- | ------- | ----- |
| 1.   | Dienis Korniłow      | 138,5 m | 135,5 m | 277,2 |
| 2.   | Yoshihiko Osanai     | 133,5 m | 133,5 m | 263,6 |
| 3.   | Dmitrij Ipatow       | 137,0 m | 131,0 m | 261,4 |
| 4.   | Manuel Fettner       | 127,0 m | 135,5 m | 255,5 |
| 5.   | Choi Yong-jik        | 136,5 m | 127,5 m | 254,7 |
| 6.   | Bastian Kaltenböck   | 130,5 m | 130,0 m | 248,4 |
| 7.   | Florian Liegl        | 126,5 m | 132,0 m | 244,8 |
| 8.   | Stefan Kaiser        | 128,5 m | 128,5 m | 244,6 |
| 9.   | Choi Heung-chul      | 126,5 m | 131,0 m | 244,0 |
| 10.  | Jewgienij Plechow    | 124,0 m | 130,5 m | 235,6 |
| 11.  | Tomáš Slavík         | 130,5 m | 120,5 m | 229,8 |
| 12.  | Maksim Anisimau      | 125,5 m | 124,5 m | 228,5 |
| 13.  | Shūsaku Hosoyama     | 124,0 m | 124,5 m | 227,3 |
| 14.  | Jens Kaufmann        | 126,5 m | 123,0 m | 225,6 |
| 15.  | Pekka Salminen       | 121,0 m | 127,0 m | 224,4 |
| 16.  | Krystian Długopolski | 122,0 m | 124,5 m | 221,7 |
| 17.  | Asan Tachtachunow    | 125,5 m | 120,5 m | 220,3 |
| 18.  | Branko Iskra         | 124,0 m | 120,0 m | 215,7 |
| 19.  | Iwan Karaułow        | 121,0 m | 124,0 m | 215,5 |
| 20.  | Damien Maitre        | 122,0 m | 120,5 m | 211,5 |
| 21.  | Witalij Szumbareć    | 124,5 m | 119,0 m | 210,8 |
| 22.  | Shūji Endō           | 121,0 m | 121,5 m | 210,0 |
| 23.  | Kang Chil-ku         | 120,5 m | 120,5 m | 208,3 |
| 24.  | Nicolas Fettner      | 121,5 m | 117,0 m | 207,8 |
| 25.  | Antti Lehtinen       | 121,0 m | 117,0 m | 203,9 |
| 26.  | Li Yang              | 120,0 m | 114,5 m | 197,1 |
| 27.  | Tomisław Tajner      | 119,5 m | 115,0 m | 196,1 |
| 28.  | Jure Bogataj         | 122,5 m | 111,5 m | 195,7 |
| 29.  | Ołeksandr Łazarowycz | 119,5 m | 114,0 m | 192,3 |
| 30.  | Piotr Czaadajew      | 122,0 m | 112,0 m | 191,7 |
| 31.  | Kim Hyun-ki          | 118,0 m | NQ      | 100,4 |
| 32.  | Sašo Tadič           | 117,5 m | NQ      | 98,5  |
| 33.  | Luka Bardorfer       | 118,0 m | NQ      | 98,4  |
| 34.  | Aleksiej Korolow     | 116,5 m | NQ      | 97,7  |
| 35.  | Nejc Frank           | 117,0 m | NQ      | 97,6  |
| 36.  | Emil Mulukow         | 116,5 m | NQ      | 97,2  |
| 37.  | Krzysztof Styrczula  | 116,0 m | NQ      | 95,3  |
| 38.  | Wołodymyr Boszczuk   | 114,0 m | NQ      | 91,2  |
| 39.  | Tomáš Kyncl          | 111,5 m | NQ      | 87,2  |
| 40.  | Matija Druml         | 111,0 m | NQ      | 86,8  |
| 41.  | Hyun Hyung-Ku        | 110,5 m | NQ      | 84,9  |
| 42.  | Robiert Fatkullin    | 109,0 m | NQ      | 79,7  |
| 43.  | Wang Jianxun         | 107,5 m | NQ      | 77,0  |
| 44.  | Witalij Prokopiuk    | 106,5 m | NQ      | 74,2  |
| 45.  | Mickael Chapuis      | 102,0 m | NQ      | 68,1  |
| 46.  | Yang Guang           | 102,0 m | NQ      | 64,1  |
| 47.  | Tian Zhandong        | 100,5 m | NQ      | 63,9  |
| 48.  | Yuta Funato          | 99,5 m  | NQ      | 62,6  |
| 49.  | Billy Chedal         | 100,5 m | NQ      | 61,4  |
| 50.  | Grzegorz Sobczyk     | 97,5 m  | NQ      | 59,5  |
| 51.  | Nazarij Prokopiuk    | 97,5 m  | NQ      | 54,0  |
| 52.  | Florian Pinel        | 94,0 m  | NQ      | 53,2  |
| 53.  | Stefano Chiapolino   | 95,5 m  | NQ      | 51,4  |
| 54.  | Sun Jianping         | 91,0 m  | NQ      | 43,8  |
| 55.  | Xing Chenhui         | 89,5 m  | NQ      | 38,6  |